# Польська зброярська група
Польська зброярська група (пол. Polska Grupa Zbrojeniowa SA) — польська компанія, заснована в 2013 році Державним казначейством, одним з найбільших оборонних концернів в Європі. Вона об'єднує понад 50 компаній і має частки в 32 інших галузях: оборона, суднобудування, нові технології.
Пропозиція Групи включає, серед іншого радіолокаційні системи, персональна зброя, оптоелектроніка, колісні бронетранспортери, гарматна артилерія, системи командування, зв'язку та управління вогнем, безпілотні літальні системи та системи протиповітряної оборони дуже малої та малої дальності. Підприємства Групи ПГЗ залучені до реалізації низки програм Плану технічної модернізації, в тому числі WISŁA, LEOPARD 2 або MIECZNIK.

## Історія
У березні 2015 року завершився процес консолідації держоборонпрому. У березні 2015 року вісім компаній, які раніше належали Polski Holding Obronny Sp. z o.o.
Після того, як наприкінці 2015 р. уряд в країні зайняли «Об’єднані праві», відбулися численні кадрові зміни в галузі озброєнь, а також наступні неодноразові зміни президентів PGZ, які критикувала професійна преса. Згідно з оцінками, одним із наслідків було те, що PGZ виявилася неготовою до виконання програми ракетної артилерії «Гомар» (замість приватної HSW), що в кінцевому підсумку призвело до провалу полонізації системи та впорядкування ракетної ескадрильї HIMARS безпосередньо в США

## Проекти

### Проекти протиповітряної та протиракетної оборони
- Зенітна і протиракетна система середньої дальності WISŁA
- Зенітний комплекс ближньої дії NAREW
- Зенітний ракетно-артилерійський комплекс малої дальності Pilica
- Самохідний зенітно-ракетний комплекс pk. POP
- Вогнепальна зенітна артилерійська зброя pk, NOTEĆ
- Переносний зенітно-ракетний комплекс ГРОМ-ПІОРУН

### Морські проекти
- ORP Ślązak (2015)
- Проект 258 minehunter
- Морська гарматна система АМ-35
- Кораблі берегової оборони (фрегати) пк. РИБА-МЕЧ[pl]

### Авіаційні проекти
- Systemów Bezzałogowych Statków Powietrznych klasy taktycznej krótkiego zasięgu pk. ORLIK
- Bezzałogowe Statki Powietrzne klasy MINI pk. WIZJER

### Проекти C4iSR
- Система бойового управління батальйонного рівня (SZWSB) пк. Росомаха BMS
- РЛС раннього виявлення П-18ПЛ
- Пасивна радарна система PET / PCL
- Системи IFF (ідентифікація друга чи ворога)
- Симулятори та тренажери

### Проекти танків та бронемашин
- Модернізація танків Leopard 2A4 до стандарту Leopard 2PL
- Капітальний ремонт танків Т-72 з модифікацією
- Пожежні модулі підрозділу REGINA
- Компанія Пожежні модулі RAK
- Колісний БТР Росомак і спеціалізовані варіанти
- Система дистанційного керування вежа, кал., 30 мм ZSSW-30
- Нова плавуча бойова машина піхоти pk. БОРСУК
- Важка колісна евакуаційно-технічна рятувальна машина HARDUN

## Сфери діяльності та дочірні компанії
Дочірніми підприємствами ПЗГ є:
Авіація:
- Військовий авіаційний завод № 1 (дочка)
- Військовий авіаційний завод № 2 (дочка)
- Військове центральне конструкторсько-технологічне бюро S.A. (дочка)
- Завод комунікаційного обладнання «PZL-Kalisz» (дочка)
- Tool-Mechanik Sp. z o.o. (внучка)

Суднобудування:
- PGZ Stocznia Wojenna (дочка)

Танки і бронетехніка:
- Stomil — Poznań S.A. (дочка)
- Zakłady Mechaniczne «Bumar — Łabędy» S.A. (дочка)
- Ośrodek Badawczo-Rozwojowy Urządzeń Mechanicznych «OBRUM». (дочка)
- Rosomak S.A.. (дочка)
- Wojskowe Zakłady Inżynieryjne S.A. (дочка)
- pl:Wojskowe Zakłady Motoryzacyjne (дочка)
- Autosan Sp. z o.o. (внучка)
- HSW — Wodociągi Sp. z o.o. (внучка)
- Jelcz Sp. z o.o. (внучка)
- Науково-дослідний центр шинної промисловості «Stomil» Sp. z o.o. (внучка)
- Механічний завод «БУМАР-МІКУЛЬЧИЦЕ» S.A. (внучка)

Зброя та боєприпаси:
- MESKO S.A. (дочка)
- PCO S.A. (дочка)
- CENZIN sp. Z o.o. (дочка)
- Fabryka Broni «Łucznik» — Radom sp.z o.o. (дочка)
- Military Armaments Works S.A. (дочка)
- Bydgoskie Zakłady Elektromechaniczne «BELMA» S.A. (внучка)
- Телеінформатичне підприємство «МЕСКО-НЕТ» Sp. z o.o. (внучка)
- Zakład Produkcji Specjalnej «GAMRAT» Sp. Z o.o. (внучка)
- Zakłady Chemiczne "NITRO-CHEM" S.A. (внучка)
- Zakłady Metalowe «DEZAMET» S.A. (внучка)
- Підприємство захисних засобів «Маскпол» S.A. (внучка)
- Zakłady Mechaniczne "Tarnów" S.A. (внучка)
- Rondo sp.z o.o. (внучка)

Електроніка, інформатика та кібертехнології:
- PIT-Radwar (дочка)
- Центр досліджень і розробок Maritime Technology Center S.A.[pl] (дочка)
- Wojskowe Zakłady Elektroniczne S.A. (дочка)
- Wojskowe Zakłady Łączności No 1 S.A. (дочка)
- Wojskowe Zakłady Łączności No 2 S.A. (дочка)
- ZURAD Sp. z o.o. (внучка)

## Продукція

### Вибрані продукція компаній, що входять до складу Польської зброярської групи
- Самохідна гаубиця KRAB 155 мм
- Самохідний міномет RAK
- Мобільний радар спостереження середньої дальності TRS-15 Odra
- Мобільний 3D радар великої дальності Warta
- Радіолокаційна станцію «Сола»
- Радіолокаційна станція «Бистра»
- Самохідна реактивна система залпового вогню WR-40 Langusta
- БТР Rosomak.
- Штурмовий міст на гусеничному шасі MS-20 Daglezja
- Самохідний зенітно-ракетний комплекс POPRAD
- Система радіолокаційної артилерійської розвідки «Liwiec»
- Безпілотна літальна система ПГЗ-19Р
- Безпілотна літальна система «Дрозд»
- Безпілотна літальна система «Сова».
- Переносні зенітно-ракетні комплекти PIORUN
- Переносні зенітно-ракетні комплекти GROM
- Штурмова гвинтівка GROT
- Напівавтоматичний пістолет калібру 9 х 19 мм VIS 100
- Карабін wz. 96 Берил
- Кулемет WKM-B
- Кулемет УКМ-2000
- Окуляри нічного бачення авіаційні PNL-3 BIELIK
- Авіаційні окуляри нічного бачення PNL-4
- Мініатюрні окуляри нічного бачення PNL-2ADM
- Інтегрована система переміщення зброї та обладнання (ЗСПУіВ) «ДРОМАДЕР»
- IRYS DTS
- Тепловізійна система спостереження ТСО-1 АГАТ
- SCT RUBIN / Тепловізійний приціл Diament
- Монокуляр нічного бачення МУ-3М КОЛІБЕР
- Рюкзакова радіостанція HF / VHF / UHF RKP-8100

## Президенти
- Войцех Домбровський (5 грудня 2013 - 8 грудня 2015)
- Аркадіуш Сівко (8 грудня 2015 - 13 лютого 2017)
- Блажей Войнич[pl] (13 лютого 2017 р. - 8 лютого 2018 р.)
- Якуб Скиба[pl] (з 8 лютого 2018 року в.о. президента з 23 лютого 2018 року по 20 вересня 2018 року)
- Вітольд Словік[pl] (з 21 вересня 2018 року в.о., президент з 28 вересня 2018[7] до 6 лютого 2020)
- Анджей Кенсбок (з 6 лютого 2020 року як в.о.[8], президент з 23 березня 2020[9] по 24 березня 2021[10])
- Богдан Борковський[pl] (з 24 березня 2021 р. по 8 квітня 2021 р. за п.о.)
- Себастьян Хвалек[pl] (з 8 квітня 2021 р.[11])

## Рада директорів[12][13]
- Войцех Домбровський - голова наглядової ради
- Павел Собчик - член наглядової ради[14]
- Йоланта Левандовська - член наглядової ради
- Агнешка Болеста - член наглядової ради
- Кароль Зиго - член наглядової ради